# Confederação dos Povos do Curdistão

Bandeira do KCK.

A Confederação dos Povos do Curdistão ou União das Comunidades do Curdistão (em curdo:  Koma Civakên Kurdistanê, KCK), é uma organização política curda criada para implementar o confederalismo democrático, conceito teorizado por Abdullah Öcalan que propõe ao movimento curdo um modelo político de auto-organização democrática não estatal. A organização nasceu inicialmente sob nome de Koma Komalen Kurdistán (KKK) em 2005, tendo sido renomeado para Koma Civakên Kurdistanê (KCK) em 2007.
O KCK é composto de conselhos e outros órgãos políticos da sociedade curda de baixo para cima. Entre alguns membros da organização, estão o conselho da juventude, o conselho da mulher, conselhos da população curda nos quatro estados-nação do Curdistão (Turquia, Síria, Irã e Iraque) e da diáspora europeia, além de partidos políticos como o Partido dos Trabalhadores do Curdistão (e o seu braço armado Hêzên Parastina Gel), o Partido de União Democrática, o Partido da Vida Livre do Curdistão e o Partido da Solução Democrática do Curdistão.
O Kongra Gel serve como parlamento do KCK e consiste em 300 pessoas eleitas do movimento. É presidido por um conselho executivo e algumas comissões de diferentes áreas. É assim que todos os ramos da sociedade são representados.